# Thomisus sundari
Thomisus sundari är en spindelart som beskrevs av Gajbe 2000. Thomisus sundari ingår i släktet Thomisus och familjen krabbspindlar. Inga underarter finns listade i Catalogue of Life.